# Hetaere

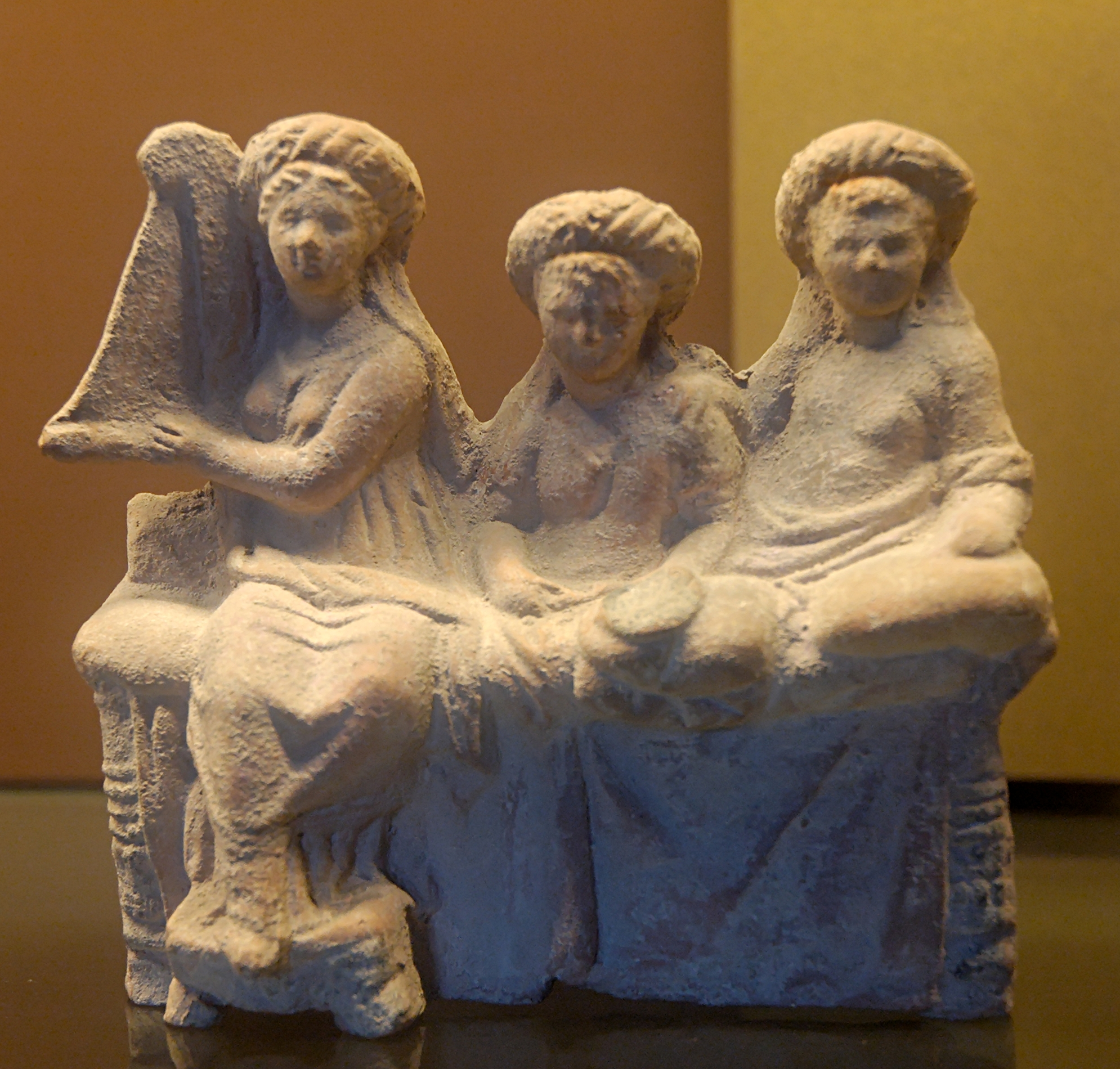
Deelnemers aan een symposion en een hetaere (Griekse terracottafigurine uit Myrina, 1e eeuw, Louvre).

Hetaere (Oudgrieks ἑταίρα / hetaíra; vrouwelijke vorm van ἑταῖρος hetairos, wat makker, kameraad, vriend betekent) was een eufemisme voor courtisanes, die hun beroep voornamelijk uitoefenden in Korinthe en Athene. Het waren gecultiveerde gezelschapsdames die betaald werden om symposia te verlevendigen met hun sprankelende conversatie en om na afloop seksuele diensten te leveren.

## Oorsprong
In Korinthe werden zij met de eredienst van Aphrodite verbonden. In Athene werden ze door een verordening van Solon geïntroduceerd, die hiermee hoopte om erger kwaad te vervangen dat de huwelijksband en de kuisheid van het huishoudelijke leven in gevaar bracht. De betrekkingen van ongetrouwde mannen met hetairai werden in geen geval als onzedelijk beschouwd. Voor getrouwde mannen was het wel ongepast, maar men werd na de Peloponnesische Oorlog hierin steeds lakser net als in andere zaken.

## Slavinnen en vrije vrouwen
De hetairai die in speciale etablissementen werkten en die aan de staat een belasting moesten betalen, waren allen slavinnen. Maar er waren anderzijds ook vrouwen - hetairai in de engere zin van het woord - die onafhankelijk werkten. Deze waren hoofdzakelijk buitenlands en vrijgemaakte slavinnen. Het was onaanvaardbaar dat een dochter van een Atheense burger een hetaere werd.

## Rol in Athene
De belangrijke positie die de hetairai innamen in het sociale leven van Athene na de Peloponnesische Oorlog kan men duidelijk opmaken uit de late Attische komedie, waar de meeste plotten van de stukken draaiden om de avonturen van een hetaere. Daar men uit gewoonte alle fatsoenlijke vrouwen en meisjes uitsloot van de mannenwereld, waren hetairai het enige vrouwelijke element in deze besloten wereld. Velen van hen werden bekend doordat ze vaak artistiek en intellectueel hoog ontwikkeld waren (enigszins te vergelijken met de Japanse geisha's), anders dan gewone vrouwelijke burgers die van opleiding waren uitgesloten door hun afgezonderd leven.
Omdat de Griekse mannen verondersteld waren zich in het openbaar nooit in gezelschap van hun echtgenote te vermaken, werd het gezelschap van hetaeren erg gewaardeerd: zij werden zelfs als enige gelijkwaardige gesprekspartners erkend bij symposia, waar over filosofie, kunst en politiek werd gesproken. Uiteraard zullen de hetaeren zich niet enkel tot intellectueel hoogstaande gesprekken hebben beperkt. Zo waren zij zelfs in staat vooraanstaande mannen aan te trekken. Aspasia van Milete maakte van haar huis te Athene het ontmoetingspunt van de beroemdste mannen van haar tijd, onder meer zelfs Socrates en Perikles, die zijn vrouw verliet om haar te huwen.

## Vermaarde hetaeren

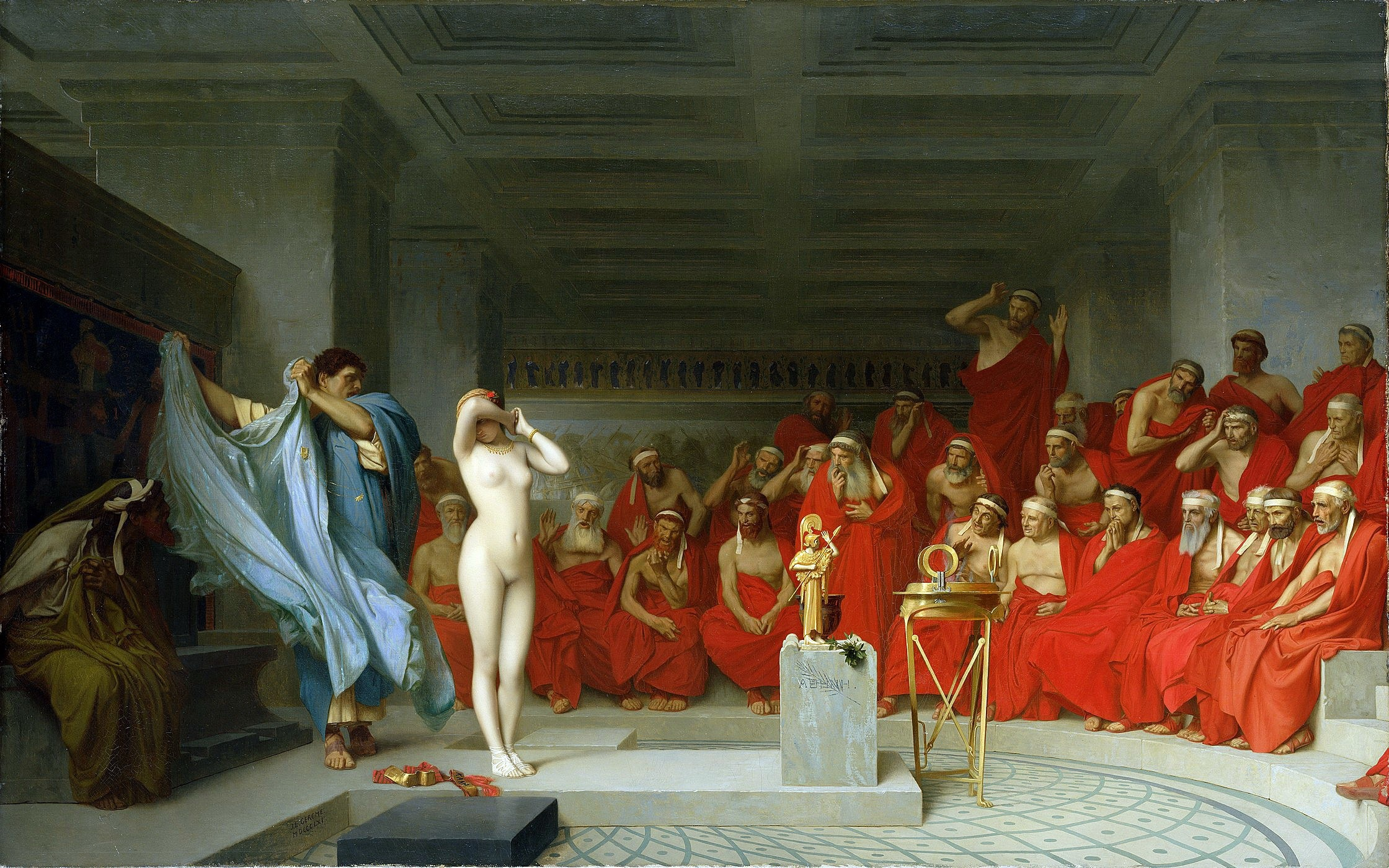
Hyperides verzoekt Phryne zich uit te kleden. Negentiende-eeuwse verbeelding op een olieverfschilderij door Jean-Léon Gérôme, Phryne voor de Areopaag, 1861, Hamburger Kunsthalle.

- Aspasia, met wie Perikles in concubinaat leefde, werd door zijn tegenstanders in de regel ook minachtend een hetaere genoemd.
- Campaspe, een andere gezellin van Alexander en naar verluidt model van de befaamde schilder Apelles.
- de Atheense Phryne, die model stond voor de beeldhouwer Praxiteles. Naar verluidt zou zij tijdens een proces, waarin haar leven op het spel stond, op verzoek van haar verdediger Hyperides haar borsten ontbloot hebben voor de rechters, die vertederd door de aanblik van al dat fraais weigerden het doodvonnis uit te spreken.
- de eveneens Atheense Thaïs, die Alexander de Grote op zijn veldtocht volgde en naar men beweerde hem tijdens een feest had uitgedaagd om Persepolis in brand te steken. Zij werd later de levensgezellin van Ptolemaeus I.

## Referentie
- O. Seyffert, art. Hetæræ, in O. Seyffert, Dictionary of Classical Antiquities, Londen, 1894, p. 293.